# Fay Kanin
Fay Kanin (Nova Iorque, 9 de maio de 1973 — Santa Mônica, 27 de março de 2013) foi uma dramaturga e roteirista estadunidense. Ela tornou-se a segunda mulher a ser eleita presidente da Academia de Artes e Ciências Cinematográficas.
Kanin foi indicada ao Oscar de melhor roteiro original pelo filme Um Amor de Professora (1958). Ela ganhou três Prêmios Emmy do Primetime, o primeiro em 1974, pelo filme Tell Me Where It Hurts, estrelado por Maureen Stapleton. Um ano depois, ela foi novamente nomeada para um Emmy e ganhou um Writers Guild of America Award pelo telefilme Hustling (1975). Em 1979, Kanin escreveu e co-produziu o filme vencedor do Emmy e Peabody Award Friendly Fire, baseado em um livro de CDB Bryan.

## Filmografia
- Sunday Punch (1942, roteiro e história)
- Blondie for Victory (1942, história)
- Goodbye, My Fancy (1951, peça)
- My Pal Gus (1952, roteiro original)
- Rhapsody (1954, roteiro )
- The Opposite Sex (1956, roteiro )
- Teacher's Pet (1958, roteiro )
- Rashomon (1959, adaptação)
- The Right Approach (1961, roteiro)
- Play of the Week: Rashomon (1961, adaptação)
- Congiura dei dieci, La (1962, roteiro)
- The Outrage (1964, adaptação)
- Heat of Anger (1972, roteiro)
- Tell Me Where It Hurts (1974, roteiro)
- Hustling (1975, roteiro, produtora associada)
- Friendly Fire (1979, roteiro, co-produtora)
- Fun and Games (1980, produtora)
- Heartsounds (1984, roteiro, produtora)